# Ballwin
Ballwin  è una città degli Stati Uniti d'America, nella Contea di St. Louis dello Stato del Missouri.
Fa parte della seconda cintura urbana della città di St. Louis, parte occidentale. Al censimento del 2000 possedeva una popolazione di 31 283 abitanti.